# مؤمن سليمان
مؤمن سليمان لاعب نادي الزمالك لمدة خمسة مواسم، ومدربه السابق وقد تولى سابقًا تدريب نادي الإنتاج الحربي ونادي الأسيوطي سبورت، ثم عين مديرا فنيا للزمالك موسم 2016 وحقق كأس مصر، ثم قاد نادي الزمالك للتأهل لنهائي دوري أبطال أفريقيا 2016، ولكنه خسر بمجموع المبارتين 3 -1.

## اعتزاله
قرّر اعتزال اللعب في سنة 2004، واتجه للتدريب، وأصبح في بدايته مساعد تدريب مدحت مكي بتدريب ناشئي الزمالك.

### مشواره الفني
عمل كمدرب عام مع الكابتن طارق يحيى لنادي المصرية للاتصلات سنة 2007 وساعدهم لصعود لأول مرة للدوري الممتاز، وفي موسم 2008 استمر مؤمن سليمان كمدرب عام لحلمي طولان لنادي المصرية للاتصلات وفي منتصف الموسم اختاره نادي الزمالك لتولي منصب المدرب بالجهاز الفني الاجنبي هولمان، وفي موسم 2009 عمل مساعدا لأنور سلامة بنادي انبي ونجح في احتلال المركز 3 وصعود للبطولات الافرقية، وفي موسم 2011 عمل مساعدا لحلمي طولان ببتروجيت، وعمل أيضًا مديرا فنيا لفريق الشباب بنادي أهلي جدة موسم 2014 ، وفي نهاية الموسم تولي منصب الرجل الأول لأول مرة كمدير فني لنجوم المستقبل ثم الإنتاج الحربي، وتعتبر هذا المحطة أهم المحطات التدريبية في حياة المدرب مؤمن سليمان، حيث استطاع أن يصعد بالفريق للدوري الممتاز، بعد عام واحد من الهبوط.

في موسم 2015 عمل مدربًا عامًا لبتروجيت لفترة قصيرة ثم اعتذر بسبب عدم قدرته علي العمل كرجل ثان. ثم انتقل لقياده فريق الأسيوطي بدوري الدرجة الأولي و قاده للمباره الفاصلة للصعود للممتاز و خسرها أمام النصر للتعدين بضربات الجزاء، وفي موسم 2016 عين مديرًا فنيًا لنادي الزمالك واستطاع تحقيق بطولة كأس مصر ووصل إلى نهائي دوري أبطال أفريقيا ، ثم استقال في 19 نوفمبر 2016 ، وفي 1 يناير 2017 أعلن نادي سموحة مؤمن سليمان مديرًا فنيًّا.

وفي 3أغسطس 2017 أصبح مديرًا فنيًّا لنادي مصر للمقاصة لموسمين قادمين ليقود الفريق بداية من الموسم الجديد الذي سيشارك فيه الفريق بدوري أبطال أفريقيا لأول مرة.

### مشواره الكروي
للفريق الأول عام 1994، وشارك في أول لقاء رسمي أمام أسوان كبديل ليحيى نبيه في الجولة 22 لمسابقة الدوري، بتاريخ 7 مايو 1995، والذي شهد فوز الزمالك بهدف لمحمد صبري.
وظل اللاعب الأعسر يدافع عن ألوان «مدرسة الفن» حتى عام 1999، وتوج مع الفريق بلقب دوري أبطال إفريقيا1996 والسوبر الأفريقي 1997 والأفروأسيوي في نفس العام وكأس مصر عام 1999، إلا أن مشوار اللاعب لم يكن مؤثرًا بما يكفي داخل القلعة البيضاء.

### إنجازاته

#### كلاعب
- حصل على بطولة الدورى المصرى
- حصل على بطولة دورى أبطال أفريقيا
- حصل على بطولة كأس السوبر الأفريقي

##### الزمالك
- دوري أبطال أفريقيا سنة 1996
- السوبر الأفريقي سنة 1997

#### كمدرب

##### الإنتاج الحربي
- صعد بالإنتاج الحربي للدوري الممتاز موسم 2008-2009.

##### الزمالك
- فاز بكأس مصر اثناء قيادته للزمالك عام 2016 وهزم الزمالك الاهلي بطل الدوري بنتيجة 3/1
- وصل بنادي الزمالك لنهائي دوري أبطال افريقيا ولكنه خسر النهائي بمجموع المباراتين3/1
- تقدم باستقالته من تدريب نادي الزمالك وعلل ذلك بالانتقادات التي تعرض لها في اخر أيامه مع النادي بالرغم انه لعب 12 مباراة استطاع تحقيق الفوز في 9 مباريات، بينما تعادل في لقاء وحيد، وتلقي الخسارة في مباراتين فقط، وسجل الفريق معه 21 هدف، بينما استقبلت شباكه 10 أهداف.
- سموحة
- تولى قيادة نادي سموحة في النصف الثاني من موسم 2016/2017
- حقق لقب الدوري مع نادي الشرطة العراقي موسم ٢٠٢١ / ٢٠٢٢
- حقق لقب كأس السوبر مع نادي الشرطة العراقي موسم ٢٠٢٢ /٢٠٢٣
- حقق لقب كأس العراق مع نادي القوة الجوية العراقي موسم ٢٠٢٢ /٢٠٢٣

## روابط خارجية
- مؤمن سليمان على موقع قاعدة بيانات كرة القدم.إي يو (الإنجليزية)
- مؤمن سليمان على موقع Soccerway.com (الإنجليزية)
- مؤمن سليمان على موقع عالم كرة القدم.نت (الإنجليزية)